# Broń towarzysząca piechoty
Broń towarzysząca piechoty (franc. engine d'accompagnement d'infanterie) – środki ogniowe piechoty o torze płaskim i stromym, dostosowane swoimi wymiarami do przebywania w przednich liniach piechoty, zarówno w natarciu, jak i w obronie. 
Broń towarzysząca piechoty charakteryzowała się małym ciężarem i wymiarami, dużą lekkością, ruchliwością, celnością i szybkostrzelnością praktyczną, płaskim torem pocisku przeciw celom odkrytym (działka), stromym torem pocisku przeciw celom zakrytym i do ostrzeliwania martwych pól (moździerze).
Broń towarzysząca piechoty na polu walki zwalczała gniazda karabinów maszynowych, gniazda oporu, stanowiska broni towarzyszącej (działka i moździerze), czołgi i samochody pancerne (działka), uzupełniała zapory ogniowe karabinów maszynowych w terenie falistym i ostrzeliwała martwe pola (moździerze).
W czasie I wojny światowej mianem broni towarzyszącej piechoty określano działka kalibru 37 – 65 mm i lekkie moździerze, przydzielone i związane organicznie z piechotą na szczeblu batalionu. Definicja ta dla wymienionych broni zachowała aktualność po 1918 roku. W Armii Czerwonej broń towarzysząca piechoty nosiła nazwę artylerii batalionowej. Do broni towarzyszącej piechoty zaliczano także skonstruowane po I wojnie światowej najcięższe karabiny maszynowe kalibru 20 – 25 mm.